# Radio Allgäu Hit
Radio Allgäu Hit est une station de radio locale privée implantée à Sonthofen, en Bavière.

## Histoire
Après des mois de délibération, le conseil des médias de la BLM, lors de sa réunion du 26 mai 2011, approuve le service de radio par câble pour une période de quatre ans. La diffusion débute le lundi 1er août 2011 à 6 heures. Les actionnaires et les directeurs généraux Marcus Baumann et Thomas Häuslinger saluent les auditeurs avec le titre The boys are back in town du groupe Thin Lizzy, évoquant leur abstinence sur le marché d'Allgäu pendant plusieurs mois, suivie de la chanson She’s got nothing on (but the radio) de Roxette. Le premier jour de diffusion, la radio est informée d'un incendie qui a eu dans la nuit d'avant. Un pyromane avait incendié une menuiserie à Obermaiselstein. L'auteur de l'infraction n'a pu être déterminé, la radio rend compte de l'enquête chaque année le jour de l'anniversaire de l'incendie.
Rick Hölzl, pionnier de la radio privée allemande, rejoint la station de radio de Sonthofen en juillet 2012.

## Programme
Avec un mélange de musique pop et rock avec de nombreux titres de musique actuels et des classiques sélectionnés, le programme est destiné à attirer un large groupe cible (entre 18 et 68 ans).
Radio Allgäu Hit produit un programme complet avec de la musique, des informations, des services et des divertissements. Les émissions modérées sont du lundi au vendredi The AllgäuWECKER entre 6h et 11h et AllgäuHIT to THREE entre 11h et 15h. À l'heure complète, les informations concernent l'Allemagne et le monde entier, à la demi-heure les nouvelles sont locales, d'Allgäu et des villes bavaroises du lac de Constance.

## Audience
Environ 240 000 personnes peuvent être atteintes par les réseaux câblés des villes de Kempten, Kaufbeuren et Memmingen, ainsi que des districts d'Oberallgäu, Ostallgäu, Unterallgäu et Lindau. Cela correspond à une couverture technique d'environ 44% de la population de la zone de radiodiffusion. Sur Internet, Radio Allgäu Hit atteint une moyenne de 20 000 contacts par jour. Chaque jour, jusqu'à 18 500 visiteurs différents sont informés sur le site Web. Lors de l’analyse radio, le hit Bayern Radio Allgäu n’a pas encore participé.

### Source de la traduction
- (de) Cet article est partiellement ou en totalité issu de l’article de Wikipédia en allemand intitulé « Radio Allgäu Hit » (voir la liste des auteurs).